# Robert L. McHatton
Robert Lytle McHatton (* 17. November 1788 im Fayette County, Virginia; † 20. Mai 1835 im Marion County, Indiana) war ein US-amerikanischer Politiker. Zwischen 1826 und 1829 vertrat er den Bundesstaat Kentucky im US-Repräsentantenhaus.

## Werdegang
Robert McHatton wurde 1788 im Fayette County in Virginia geboren, das später Teil des neuen Staates Kentucky wurde. Er besuchte die öffentlichen Schulen seiner Heimat und wurde danach in der Landwirtschaft tätig. Politisch wurde er Mitglied der Demokratisch-Republikanischen Partei. Zwischen 1814 und 1816 war er Abgeordneter im Repräsentantenhaus von Kentucky. Im Jahr 1816 diente er als Major in der Staatsmiliz.
In den 1820er Jahren schloss er sich der Bewegung um den späteren Präsidenten Andrew Jackson an. Nach dem Tod des Abgeordneten James Johnson wurde McHatton im fünften Wahlbezirk von Kentucky als dessen Nachfolger in das US-Repräsentantenhaus in Washington, D.C. gewählt, wo er am 7. Dezember 1826 sein neues Mandat antrat. Nach einer Bestätigung bei der regulären Kongresswahl des Jahres 1826 konnte er bis zum 3. März 1829 im Kongress verbleiben. Nach dem Ende seiner Zeit im US-Repräsentantenhaus arbeitete McHatton wieder in der Landwirtschaft. Er starb am 20. Mai 1835 in Indiana und wurde in Georgetown beigesetzt.